# Ni no kuni (film)
Pour les articles homonymes, voir Ni no kuni et Autre monde.
 (mai 2023).
Ni no kuni (二ノ国, litt. « L'autre monde ») est un film d'animation japonais réalisé par Yoshiyuki Momose, sorti en 2019. Il s’agit de l’adaptation des jeux vidéo d'aventure Ni no kuni : La Vengeance de la sorcière céleste (2011) et Ni no kuni II : L'Avènement d'un nouveau royaume (2018).

## Synopsis
Le film développe une intrigue originale mettant en scène trois adolescents qui se retrouvent projetés dans l'univers de Ni no kuni. Yû, un adolescent handicapé qui se déplace en chaise roulante, est secrètement amoureux de son amie d'enfance Kotona. Mais celle-ci sort avec Haru, le meilleur ami de Yû. Un jour, Kotona commence à être traquée par un mystérieux assassin qui semble venue d'un autre monde. Elle finit par être grièvement blessée avec une dague ensorcelée. En tentant de la protéger, Yû et Haru se retrouvent propulsés dans Ni no kuni, "le deuxième monde", au Royaume d'Estavani. Ils se rendent compte que, dans cet autre monde, Kotona est la princesse héritière. Or quand une personne meurt dans l'un des deux mondes, elle meurt aussi dans l'autre. Les trois adolescents vont alors tenter de survivre et de sauver le royaume.

## Fiche technique
- Titre international : Ni no kuni
- Réalisation : Yoshiyuki Momose
- Scénario : Akihiro Hino
- Musique : Joe Hisaishi
- Conception des personnages : Yoshiyuki Momose
- Production déléguée : Hiroyoshi Koiwai
- Société de production : OLM
- Société de distribution : Warner Bros. Japan
- Pays d’origine :  Japon
- Langue originale : japonais
- Format : couleur, numérique (DCP)
- Durée : 106 minutes[2]
- Date de sortie : Japon : 23 août 2019[2]

## Distribution

### Voix japonaises
- Kento Yamazaki : Yū
- Mackenyu : Haru
- Mei Nagano : Kotona
- Kenjirō Tsuda (en) : Gabaras, chef de l'armée des Étendards noirs.
- Kōichi Yamadera : Balton
- Māya Sakamoto : Saki, surnommée "grande sœur Saki", amie de Yû et Haru / Velsa, soldat du Royaume.
- Mamoru Miyano : Yoki, Premier ministre magique du Royaume.
- Yūki Kaji : Danpo, fée à l'apparence de Panda
- Masatō Ibu : le roi Flander du Royaume d'Evermore (Estavani Kingdom).
- Tsuyoshi Muro (en) : Ojii-san, un vieil homme ayant partagé la chambre d'hôpital de Yû dans son enfance.

### Voix françaises
- Gauthier Battoue : Haru
- Camille Donda : Kotona / Astrid
- Clément Moreau : Yu
- Ingrid Donnadieu : Saki / Bertha
- Alexis Victor : Gnauss / Galeroth
- José Luccioni : Fidelius
- Thierry Desroses : Bauer
- Boris Rehlinger : Barton
- Laure Filiu : Miki[3]
- Benjamin Bollen : Dandy
- Sébastien Kinck : le vieil homme[4]
- Christophe Lemoine : Handy
- Fanny Bloc : Yu (jeune)

## Conception du film

### Concept et scénario
Le scénario du film est écrit par Akihiro Hino, réalisateur général des jeux vidéo Ni no kuni, qui a aussi supervisé leurs scénarios. Yoshiyuki Momose, ancien collaborateur du studio Ghibli, qui a dirigé l'animation du jeu Ni no kuni : La Vengeance de la sorcière céleste et conçu les personnages de sa suite Ni no kuni II : L'Avènement d'un nouveau royaume, réalise le film.

### Animation
L'animation est produite par le studio japonais OLM. Le rendu général est celui d'un dessin animé en deux dimensions, mais le film emploie des effets spéciaux en images de synthèse (notamment pour les véhicules et les créatures).

### Musique
La musique du film est composée par Joe Hisaishi, compositeur de longue date au studio Ghibli, qui avait aussi co-composé la musique des deux premiers jeux vidéo Ni no kuni.
La chanson du générique du film est interprétée par Keina Suda.

## Accueil critique
Dans le Japan Times, Matt Schley est peu convaincu par le film, auquel il accorde une note de 2 sur une échelle de 5. Il apprécie l'inclusion d'un personnage handicapé se déplaçant en chaise roulante parmi les personnages principaux, mais ne trouve guère d'autres qualités au film, auquel il reproche la mauvaise qualité de son animation et de ses effets spéciaux, surtout comparée à celle des jeux vidéo du même nom, ainsi que son scénario qu'il juge trop banal. Il considère le film comme une tentative pour capitaliser sur l'absence de long-métrage d'animation produit par le studio Ghibli ces dernières années.